# Wspólnoty używające mszału przedsoborowego

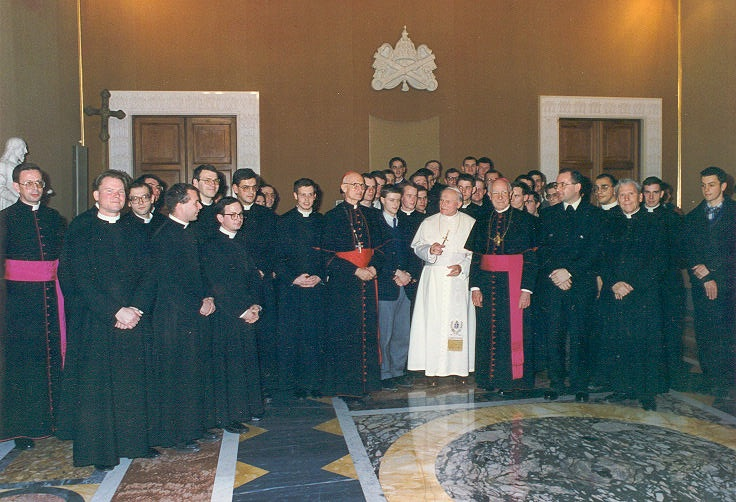
Księża Bractwa Świętego Piotra z papieżem, 1988

Wspólnoty używające mszału przedsoborowego – lista instytutów i zgromadzeń zakonnych, bractw kapłańskich i administratur apostolskich używających przedsoborowego wydania Mszału Rzymskiego i pokrewnych. Większość z tych wspólnot używa wydań Mszału Rzymskiego sprzed 1970 roku (najczęściej edycji typicznej z 1962 roku), ale niektóre używają rytu dominikańskiego lub rytu karmelitańskiego.
Część wspólnot używających klasycznego rytu jest w pełnej komunii ze Stolicą Apostolską, inne nie. Wspólnoty te są zwane czasami wspólnotami Ecclesia Dei, gdyż niektóre z nich były zaaprobowane (jedynie te pozostające w pełnej jedności) przez Papieską Komisję Ecclesia Dei. 
Powołaną przez Jana Pawła II Komisję Ecclesia Dei – której decyzją Benedykta XVI, od 2007 roku podlegały instytuty tradycyjne – zlikwidował w 2019 r. papież Franciszek, jej zadania przekazał zaś Kongregacji Nauki Wiary. Dwa lata później papież przeniósł kompetencje kontrolne nad wspólnotami do Kongregacji ds. Instytutów Życia Konsekrowanego i Stowarzyszeń Życia Apostolskiego (od 2022 r. dykasteria).
Po wydaniu przez Franciszka motu proprio Traditionis custodes, uchylającego przepisy Summorum Pontificum Benedykta XVI, 31 sierpnia 2021 r. w seminarium Instytutu Dobrego Pasterza w Courtalain miało miejsce zebranie przedstawicieli wspólnot tradycyjnych, mające na celu omówienie nowej sytuacji kościelnej, po którym skierowano wspólny list do biskupów francuskich, podpisany przez przedstawicieli dwunastu zgromadzeń. 
4 lutego 2022 r. podczas audiencji udzielonej dwójce księży należących do FSSP, papież potwierdził, że nowy dekret nie uchyla praw własnych tradycyjnych wspólnot.

## Wspólnoty w pełnej jedności ze Stolicą Apostolską

### Męskie

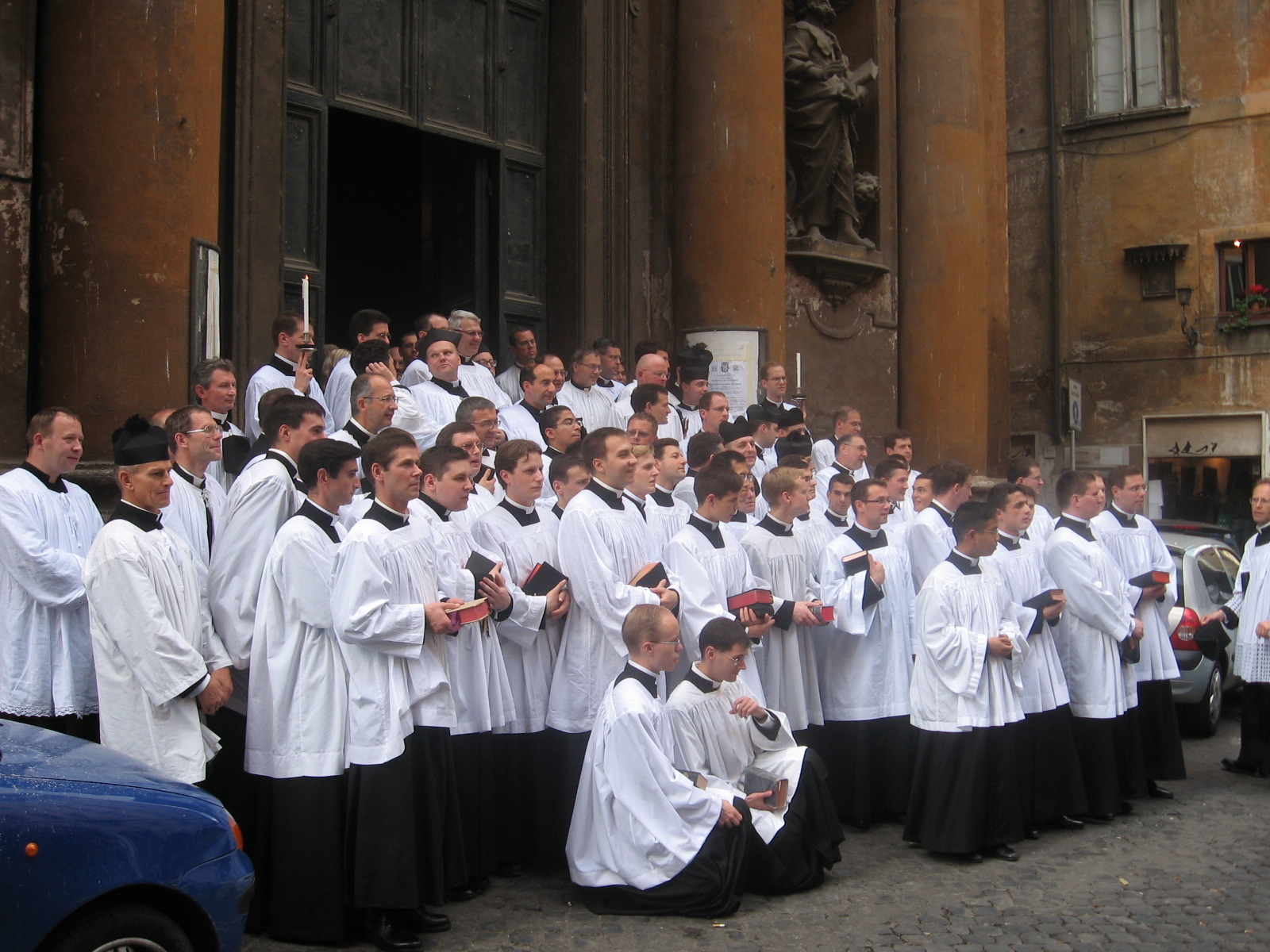
Petryści – duchowni FSSP

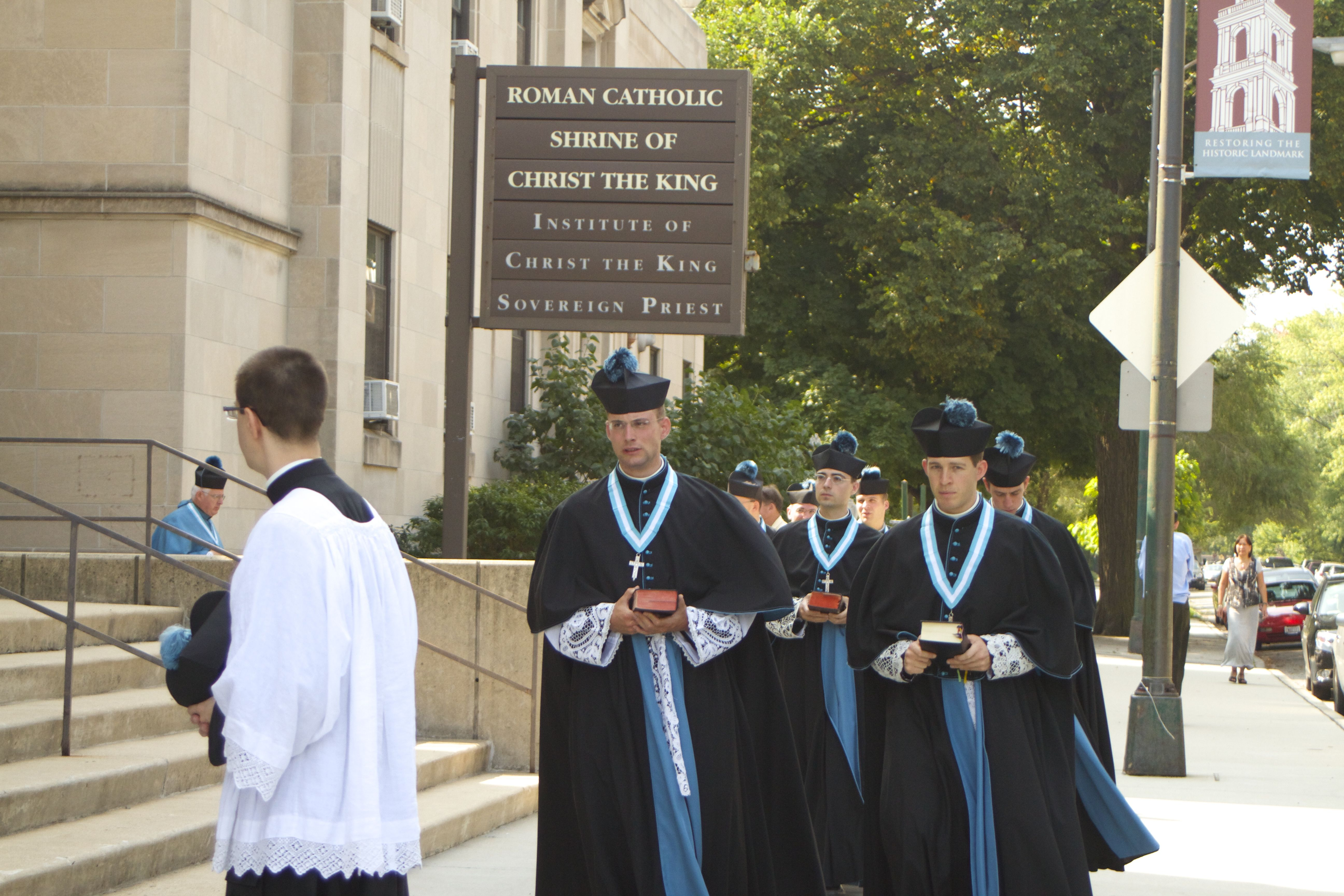
Kanonicy ICRSS

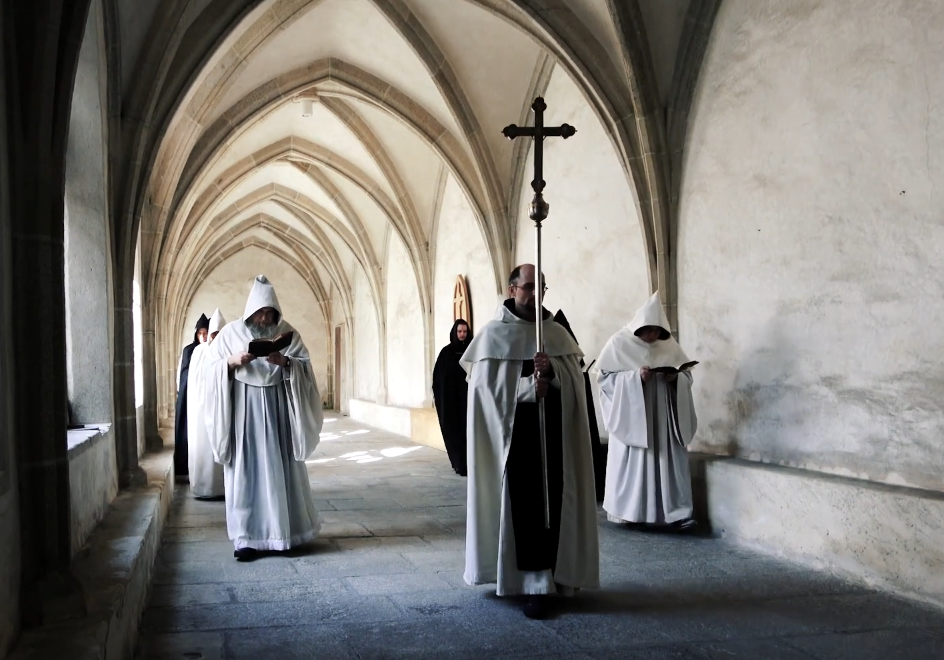
Cystersi z Vyššíego Brodu

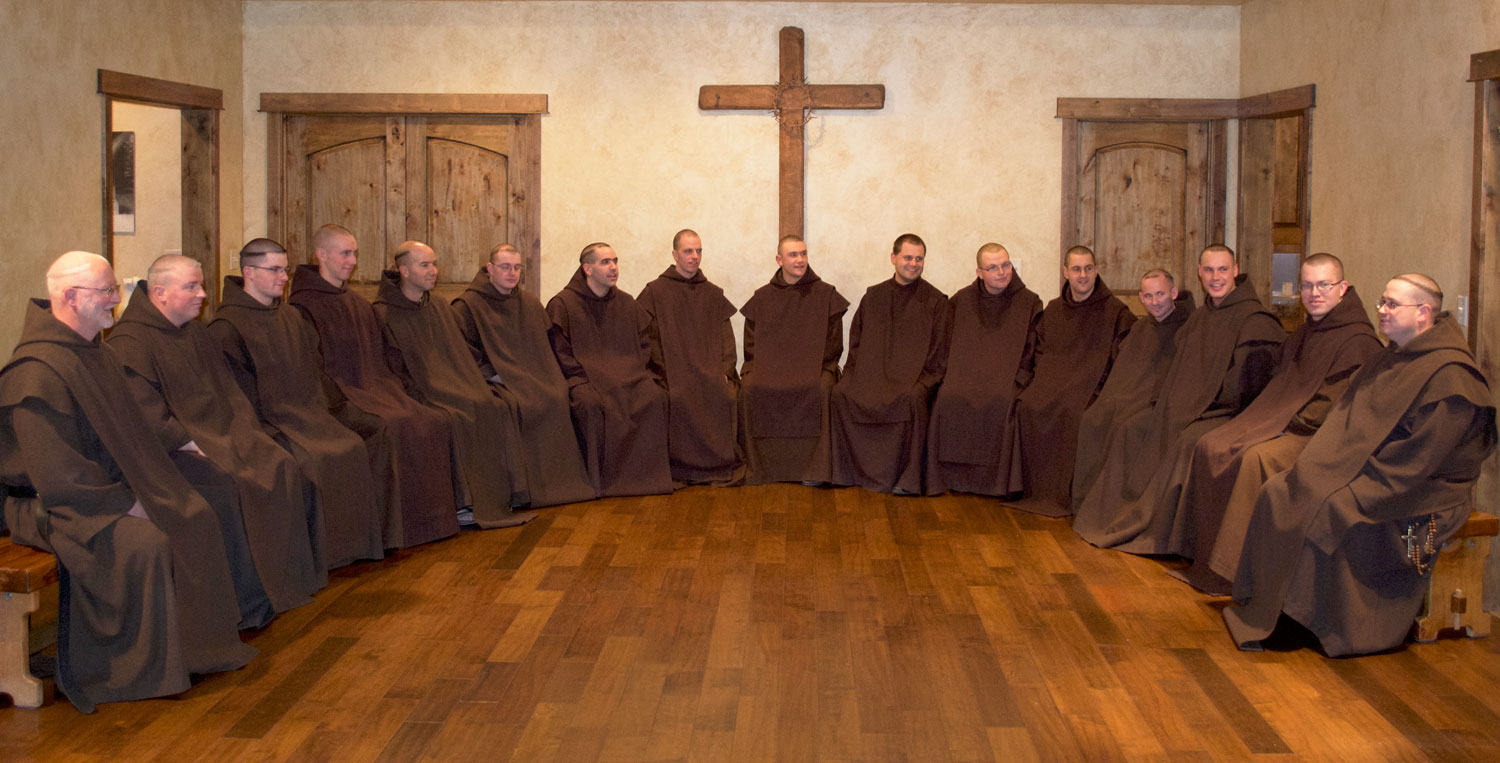
Mnisi Karmelitańscy z Wyoming

Wspólnoty dedykowane odprawianiu wg mszału klasycznego
- Benedyktyni Niepokalanej[5]
- Benedyktyni Wieczystej Adoracji[6]
- Bractwo Kapłańskie Świętego Piotra – w 2024 obecne w 19 krajach, w tym w Polsce; seminaria w Niemczech i USA[7]
- Bractwo Świętego Wincentego Ferreriusza – ryt dominikański[8]
- Instytut Chrystusa Króla Najwyższego Kapłana – w 2023 obecny w 13 krajach; seminarium we Włoszech[9]
- Instytut Dobrego Pasterza – w 2024 obecny w 10 krajach, w tym w Polsce; seminarium we Francji[10]
- Instytut Świętego Filipa Neri[11]
- Kanonicy Regularni Matki Bożej[12]
- Kanonicy Regularni Nowej Jerozolimy[13]
- Misjonarze Miłosierdzia Bożego[a][14]
- Mnisi Najświętszej Maryi Panny z Góry Karmel – ryt karmelitański[15]
- Słudzy Niepokalanego Serca Maryi[16]
- Synowie Najświętszego Odkupiciela (pot. redemptoryści zaalpejscy)[b] – w 2023 obecni w 3 krajach[17][18]

oraz:
- Apostolska administratura personalna Świętego Jana Marii Vianneya[c][19]

Inne
- Bractwo Kapłańskie św. Tomasza Becketta
- Dzieło Matki Kościoła[20]
- Franciszkanie Maryjni[21]
- Franciszkanie Niepokalanej – w 2013 papież Franciszek ograniczył możliwość używania mszału[22]
- Kanonicy Regularni św. Jana Kantego[23]
- Słudzy Jezusa i Maryi – w 2023 obecni w 5 krajach[24]

Klasztory
– benedyktynów
W zależności od klasztoru benedyktyńskiego liturgia różni się, ze względu na używanie w części z nich mszałów z uwzględnionymi modyfikacjami.
- Klasztor Matki Bożej w Colebrook[26]
- Opactwo św. Benedykta w Nursji[27]
- Opactwo św. Marii Magdaleny w Le Barroux
- Opactwo Świętej Maryi de La Garde w Saint-Pierre-de-Clairac[28]
- Opactwo Matki Bożej w Donezan[d][29]
- Opactwo Matki Bożej w Fontgombault[e][30]
- Opactwo Matki Bożej w Randol
- Opactwo Matki Bożej w Triors
- Opactwo św. Pawła w Wisques
- Opactwo Zwiastowania Najświętszej Maryi Pannie w Clear Creek

– cystersów
- Opactwo cystersów Vyšší Brod – mszał z cysterskimi modyfikacjami, oficjum w rycie cysterskim[31][32][33]

### Żeńskie

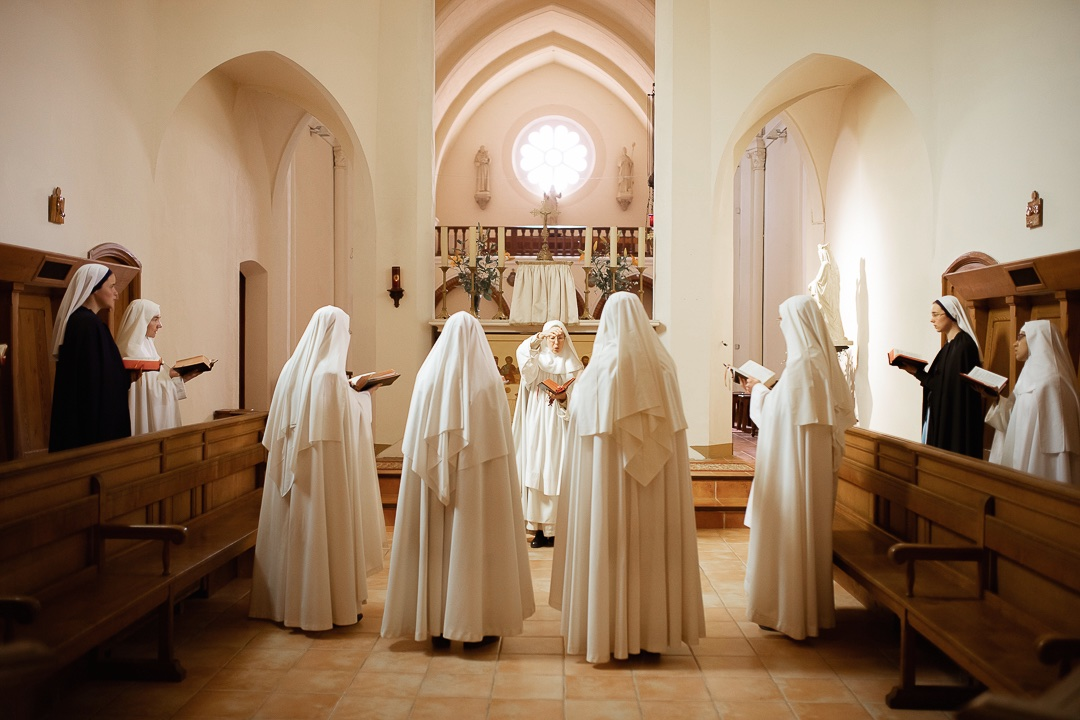
Kanoniczki Matki Bożej z Azille

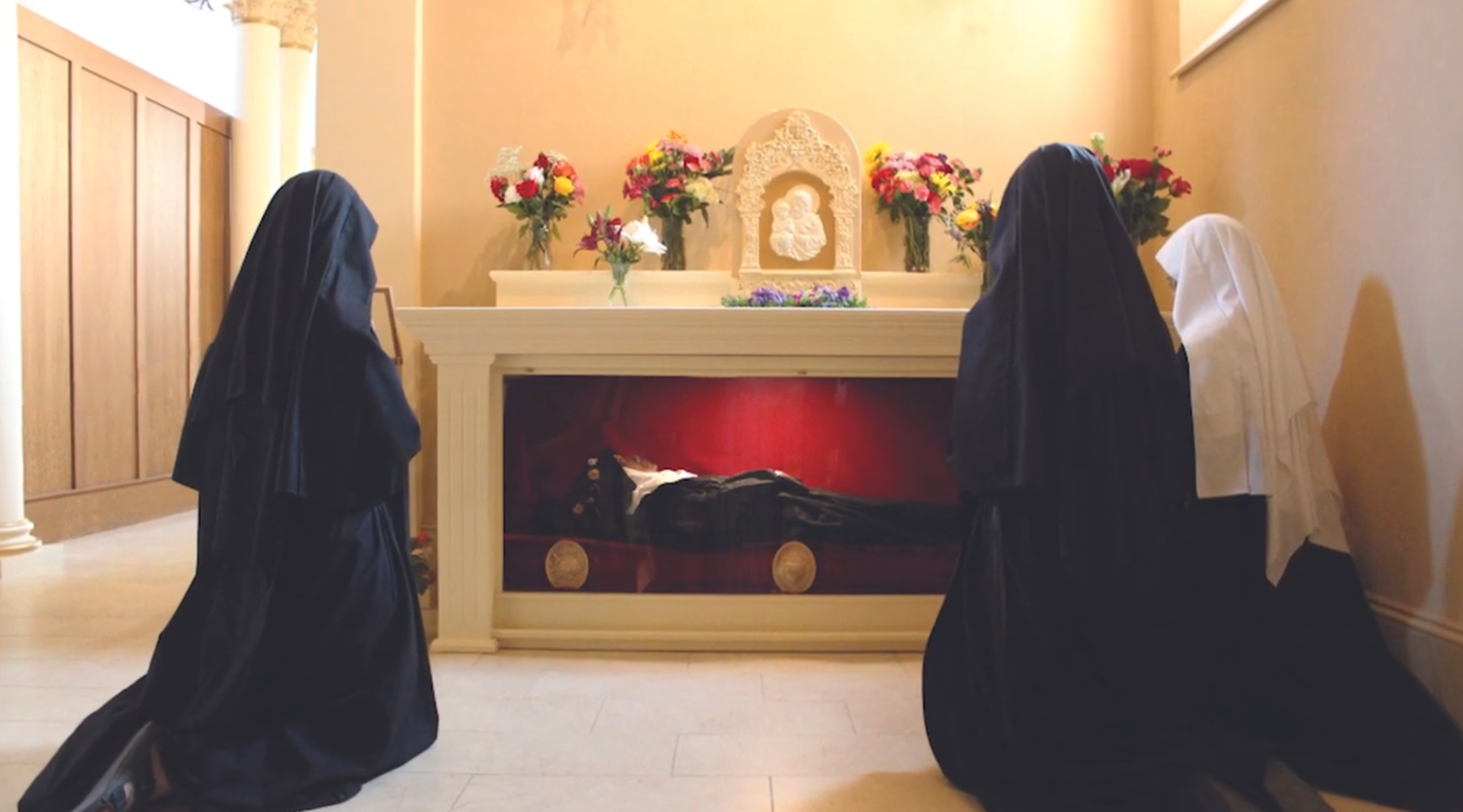
Benedyktynki Maryi z Gower

- Adoratorki Królewskiego Serca Jezusa – stowarzyszone z ICRSS; w 2023 obecne w 7 krajach[34]
- Benedyktynki Maryi Królowej Apostołów – w 2024 obecne w 2 krajach[35]
- Córki Najświętszego Odkupiciela – stowarzyszone z FSsR[36]
- Dominikanki Ducha Świętego – w 2024 w wyniku zastosowania się do wskazań Stolicy Apostolskiej ograniczono używanie mszału[37][38]
- Esclavas Reparadoras de la Sagrada Familia – stowarzyszone z IBP[39]
- Filiae Laboris Mariae[40]
- Instytut Brygidek Służebnic Najświętszego Zbawiciela[41]
- Kanoniczki Regularne Matki Bożej – stowarzyszone z odpowiadającymi kanonikami[42]
- Misjonarki św. Franciszka z Asyżu[43]
- Służebniczki Niepokalanego Serca Maryi – stowarzyszone z odpowiadającymi MICM[44]
- Oaza Jezusa Kapłana[45]

Klasztory
– benedyktynek
- Opactwo Zwiastowania Najświętszej Maryi Pannie w Le Barroux[46]
- Opactwo Matki Bożej Miłosierdzia w Rosans[47]

– karmelitanek bosych
- Klasztor Ducha Świętego w Littleton[48]
- Klasztor Praskiego Dzieciątka Jezus w Traverse City[49]
- Klasztor Jezusa, Maryi i Józefa w Fairfield[50]
- Klasztor Jezusa, Maryi i Józefa w Mathoura[51]
- Klasztor Jezusa, Maryi i Józefa w Valparaiso[52]
- Klasztor Małego Kwiatka Jezusa w Jacksonville[53]

– klarysek
- Klasztor Zwiastowania Pańskiego w Minooka[54]

### Różne stowarzyszenia (w tym laikatu)
- Bractwo Chrystusa Kapłana i Maryi Królowej
- Christi pauperum Militum Ordo[55]
- Instytut św. Józefa[56]
- Juventutem
- Karmel Niepokalanego Serca Maryi
- Międzynarodowa Federacja Una Voce
- Mnisi od Wniebowstąpienia Naszego Pana
- Oblaci Benedyktyńscy Krzyża Świętego z Riaumont[57]
- Oblaci Mądrości Bożej
- Oblaci Naszej Pani z Góry Karmel
- Opus Mariae Mediatricis[58]
- Ojcowie św. Benedykta[potrzebny przypis]
- Stowarzyszenie Mszy Łacińskiej Anglii i Walii

## Wspólnoty związane z ruchemabp. Lefebvra
- Bractwo Przemienienia Pańskiego
- Bractwo Świętego Piusa X
- Dominikanie Tradycji z Avrillé
- Kapucyni Tradycyjnej Obserwancji
- Misja Dobrej Nadziei
- Opactwo Benedyktyńskie Krzyża Świętego w Nova Friburgo
- Opactwo Benedyktyńskie Matki Bożej w Bellaigue
- Opactwo Benedyktyńskie Matki Bożej z Guadelupe w Silver City
- Pomocnicy Chrystusa Króla

## Wspólnoty związane zsedewakantyzmem
- Bractwo Niepokalanej Maryi Panny
- Bractwo Świętego Jana Apostoła
- Bractwo Świętego Piusa V
- Kongregacja Maryi Niepokalanej Królowej
- Instytut Matki Bożej Dobrej Rady
- Klasztor Świętej Rodziny
- Trydenckie Bractwo Kapłańskie
- Trydencki Kościół Katolicki